# Anatolij Vasziljevics Lunacsarszkij
Anatolij Vasziljevics Lunacsarszkij (Poltava, 1875. november 24. – Menton, Franciaország, 1933. december 26.) bolsevik művelődéspolitikus, esztéta, kritikus, író, műfordító.

## Életútja
Lunacsarszkij magas rangú tisztviselő fia volt. 1892-ben, még a kijevi gimnázium tanulójaként, csatlakozott a munkásmozgalomhoz. 1895 és 1898 között a zürichi egyetemen hallgatott természettudományokat és filozófiát. Itt kapcsolatba került Plehanovval és Akszelroddal. 1898-ban hazatért Moszkvába, illegális propagandát terjesztett, letartóztatták, börtönbe került. Itt ismerkedett meg Bogdanovval, aki filozófiai fejlődésére is hatással volt. 1904-ben kiszabadult, külföldre utazott, a Vperjod és a Proletarij című újságokban dolgozott. Leninnel is ekkor ismerkedett meg, jó barátok is maradtak. Az 1905-ös felkelés hírére Lunacsarszkij hazasietett, agitált, letartóztatták. 1907 nyarán újra emigrált, a Bogdanov vezette bojkottistákhoz, 1909-től a Vperjod-csoporthoz csatlakozott. Az istenépítők eszméjét vallotta, ezen össze is veszett Leninnel. Jó ismerőse volt Gorkijnak is. 1913-ban a Pravda publicistája lett, Leninnel rendeződött úgy-ahogy a viszonya. A világháború alatt békepárti volt. Publikált Trockij lapjában, a Goloszban, a Novij Mirben, a Vperjodban. 1917-ben kibékült Leninnel, és belépett a bolsevik pártba (VI. pártkongresszus). Az októberi fordulat után az egyik legbefolyásosabb kultúrpolitikus lett. 1929-ig közoktatásügyi népbiztos. Leninnel többnyire jóban volt, csak a proletkult-kérdésen vesztek össze. 1929-ben a Tudományos Bizottság elnöke lett, Sztálinnal való rossz viszonya miatt aztán nagykövetnek nevezték ki Spanyolországba. Szolgálati helyére utazott, amikor a dél-franciaországi Mentonban meghalt.

## Munkássága
Lunacsarszkij irodalomtörténésznek kevésbé jelentős. Persze írt Gorkijról, Csehovról, aztán Dosztojevszkijről, a modern színházról, Hauptmannról stb. Magyarul ilyen művei az Irodalmi tanulmányok (Gondolat, 1959), a Viták és kritikák (Szính.Tud.Int., 1965) és a Válogatott esztétikai munkák (Kossuth, 1968) c. kötetben jelentek meg. Írt néhány zeneelméleti tanulmányt is. Lefordította oroszra Petőfi Sándor egy pár művét.
Saját művei nem ilyen jók: drámáit (Don Quijote, Cromwell stb.) általában egy-két hét alatt ütötte össze. A furcsa az, hogy ezekre volt a legkényesebb.

## Magyarul megjelent művei
- Marx Károly; ford. Raab Nándor; Oroszországi Kommunista Párt Magyar Csoportja, Moszkva, 1920 (Forradalmi írások)
- Irodalmi tanulmányok; vál. Erdődi József, ford. Erdődi József, Nyilas Vera, bev. Lengyel Béla; Gondolat, Bp., 1959 (Auróra)
- Viták és kritikák; szerk., jegyz. Szekeres Zsuzsa, ford. Szekeres Zsuzsa, Péter Ágnes; Színháztudományi Intézet, Bp., 1967 (Korszerű színház)
- Válogatott esztétikai munkák; szerk. S. Nyirő József, bev. Mihail Lifsic, ford. Magos László et al.; Kossuth, Bp., 1968
- Az egységes munkaiskola alapelvei. Tanulmányok; ford. Falus Ivánné, utószó Ábent Ferenc; Tankönyvkiadó, Bp., 1973 (Pedagógiai források)
- Művészet és forradalom; ford., bev., jegyz. Csehi Gyula; Kriterion, Bukarest, 1975 (Téka)
- A zene világában. Válogatott cikkek, beszédek, tanulmányok; ford. Aczél Ferenc, Katona Erzsébet, jegyz. Aczél Ferenc; Gondolat, Bp., 1975
- Emlékképek; vál., előszó, jegyz. Donáth Péter, ford. Kállai Tibor, Szabó Magdolna; Kossuth, Bp., 1988